# Benesirnitz

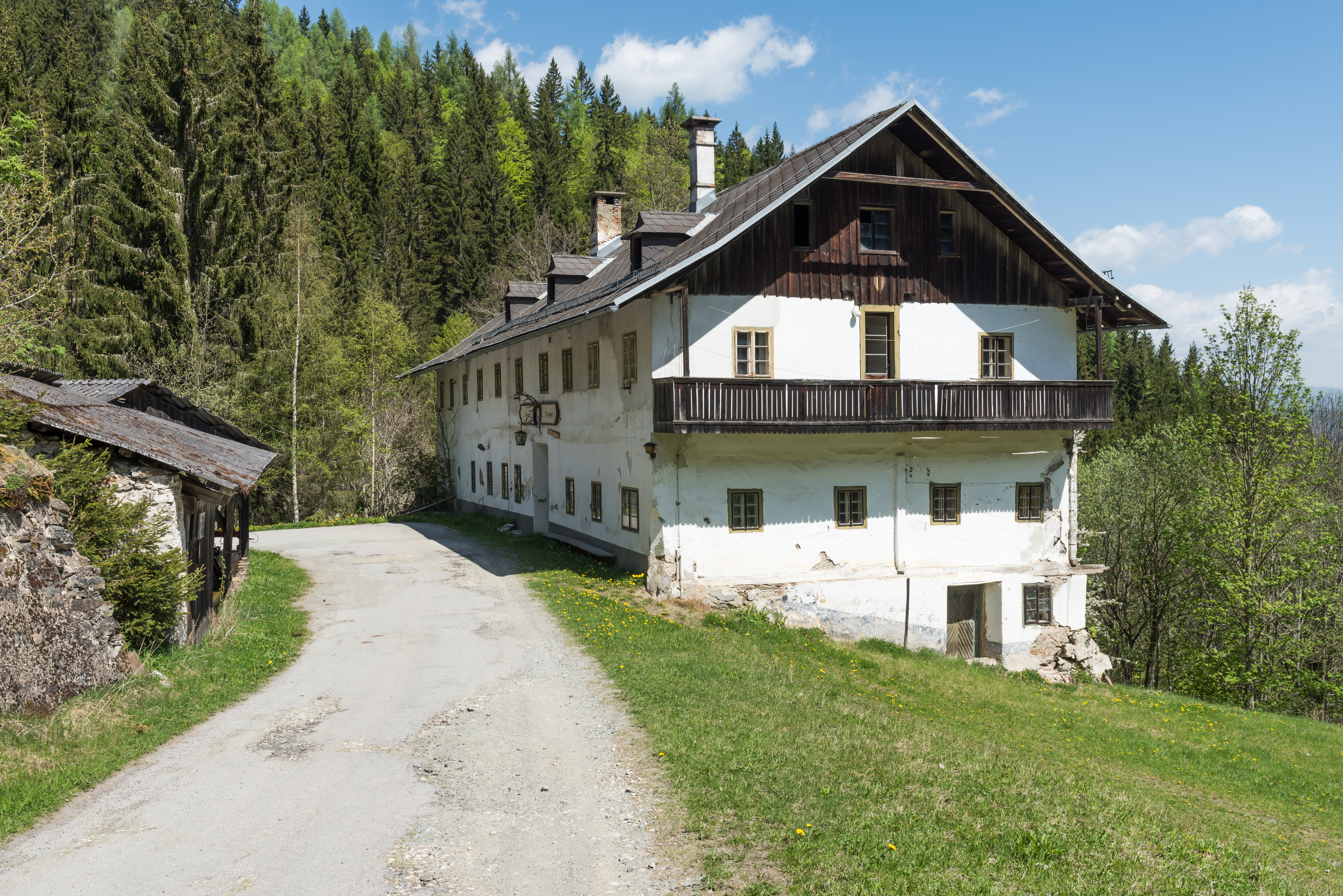
Ehemaliges Bad in Benesirnitz

Benesirnitz, auch St. Leonhard im Bade, ist ein Weiler (zerstreute Häuser) in der Katastralgemeinde St. Leonhard in der Gemeinde Albeck im Bezirk Feldkirchen in Kärnten (Österreich).

## Geografie
Der Weiler liegt zwischen 900 m und 1100 m Höhe im Talschluss des Leonhardbaches südlich von Sirnitz.

## Geschichte
Die ehemalige Nennung St. Leonhard im Bade bezieht sich auf ein ehemaliges Bad. Der Ort diente einst als Sommerfrische für das Gurker Domkapitel.

## Kultur und Sehenswürdigkeiten
- Katholische Filialkirche St. Leonhard im Bade
- Katholische Leonhard-Kapelle